# Logger (Schiffstyp)

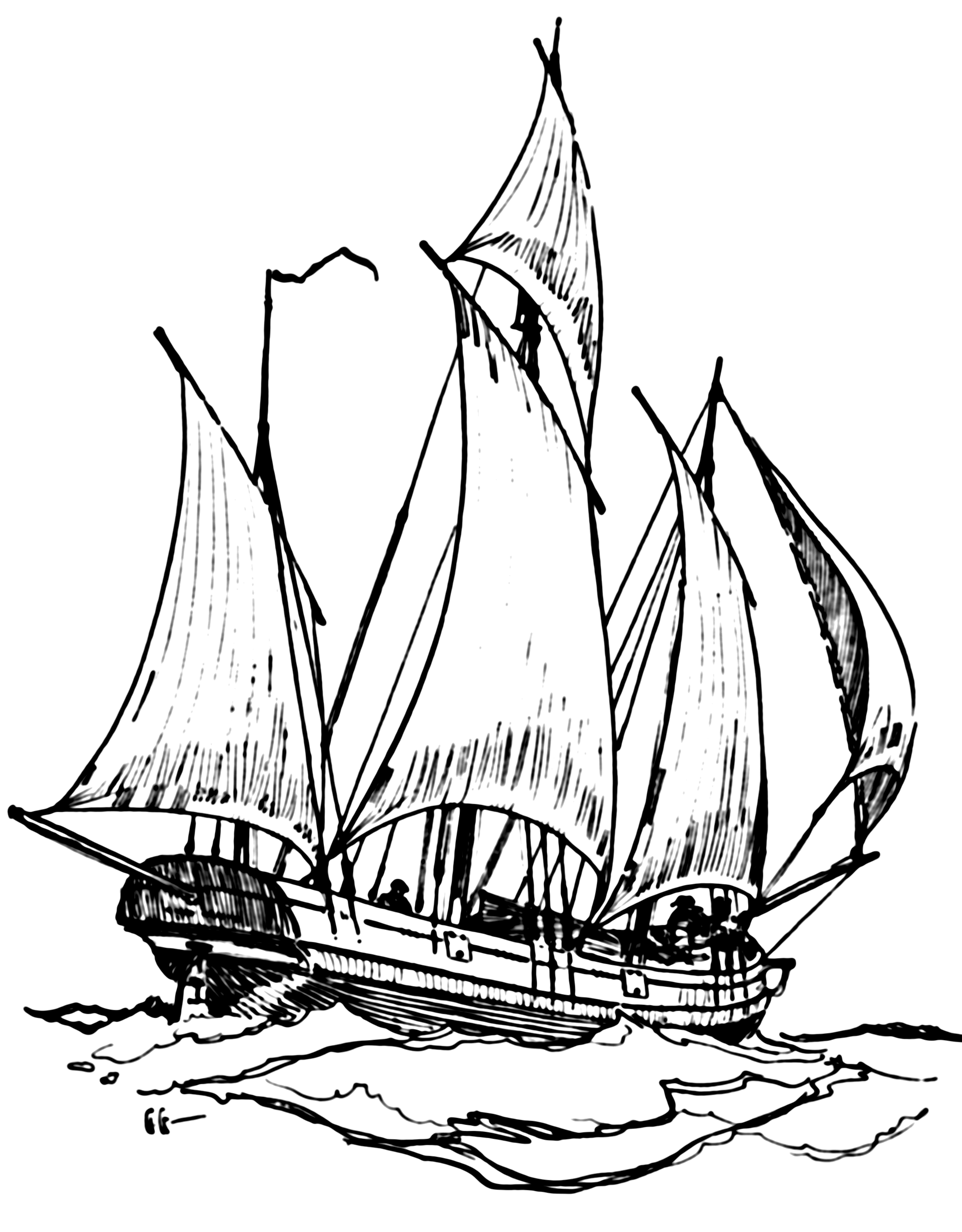
Lugger

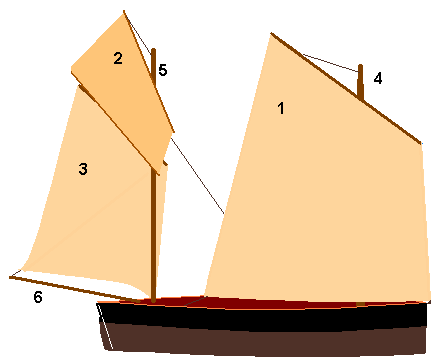
Luggertakelung

Logger (auch Lugger oder Lougre) bezeichnet ursprünglich einen historischen Schiffstyp des 18. Jahrhunderts mit unterschiedlichster Verwendung, später auch einen verwandten Fischerbootstyp auf Nord- und Ostsee, Nordatlantik und anderen Meeren.

## Im 18. Jahrhundert
Die Logger des 18. Jahrhunderts wurden als schnelle Post-, Kaper-, Lotsen- oder Küstenfrachtschiffe eingesetzt. In der Fischerei wurde der „Lougre“ bzw. „Chasse Marée“ (deutsch: „Gezeiten-Jäger“) von den französischen Kanalfischern bei ihrer Islandfischerei eingesetzt.
Typischerweise war der Logger zwischen 14 und 23 Meter lang und dreimastig, wobei die beiden vorderen Masten umklappbar waren und der kleine Besanmast extrem weit nach hinten versetzt war. Das Besansegel wurde häufig durch einen Papageienstock bedient, da es weit über die Achterreling hinausragte. An allen drei Masten war der Logger mit sogenannten Luggersegeln ausgestattet, deren (obere) Spieren auf ca. einem Drittel ihrer Länge am Mast angeschlagen waren. Oberflächlich betrachtet ähnelt das Luggersegel einem Rahsegel, im Gegensatz zu diesem liegt es jedoch in Ruhestellung längs des Schiffes. Es gehört damit (wie das Gaffel- oder das Lateinersegel) zu den Schratsegeln, die das Segeln am Wind ermöglichen.

## Der Fischereilogger

Werftzeichnung eines typischen Fischereiloggers, des Segelloggers Stör der Glückstädter Heringsfischerei, gebaut 1893 bis 1894

Im 19. Jahrhundert entstand daraus der im Nordseeraum verbreitete Fischereilogger für die Heringsfischerei. 1866 kam der niederländische Reeder Adrien Eugène Maas zur Überzeugung, dass die schnellen französischen Logger mit den Heringstreibnetzen besser dazu geeignet sein würden als die bisher gebräuchlichen, vergleichsweise langsamen und trägen Buisen und Hoeker. Er kaufte in Boulogne-sur-Mer einen dreimastigen Logger und ließ ihn als Scheveningen SN 1 von Vlaardingen aus die Heringsfischerei aufnehmen. Auf Grund guter Fangerfolge ließ er im Folgejahr in Vlaardingen zwei weitere Logger bauen, die Hollander und die Arnoldine Marie. Die Schiffe waren 17 m lang und 5,55 m breit und hatten 2,40 m Tiefgang. Vollständig verändert wurde die Besegelung: das Schiff war nunmehr wie eine Ketsch getakelt, nämlich zweimastig mit einem Großmast und einem weit nach hinten versetzten wesentlich kleineren Besanmast, jeweils mit Gaffelsegeln und drei- oder viereckigen Großtop- bzw. Besantopsegeln. Es wurde vorgeschlagen, diesen Fischereischiffstyp als „Maaskutter“ zu bezeichnen, was sich aber nicht durchsetzte. Stattdessen blieb es bei der Bezeichnung „Logger“, obwohl dieses Schiff mit dem französischen Lougre außer seiner Herkunft kaum noch etwas gemein hat.
In England lösten Logger ältere Typen von Fischereifahrzeugen wie beispielsweise das Brighton Hog-boat ab.
Nach dem Zweiten Weltkrieg baute die Volkswerft Stralsund fast 600 derartige Schiffe in der Logger-Großserie.